# SSKバイパス
SSKバイパスは、長崎県佐世保市平瀬町ロータリー（米海軍佐世保基地正門前）から同市日野町ララプレイス佐世保前交差点までを結ぶ同市道佐世保相浦循環線（させぼあいのうらじゅんかんせん）のうち、起点から同市赤崎町のSSK（佐世保重工業）旧西門までの区間の通称。
通称の通り、ほぼ全区間海側にSSKの造船関連施設が広がり、レンガ造りの建造物やクレーン、ドックで建造や修理が行われている船舶等を見ることができる。佐世保市中心部と船越・俵ヶ浦方面、鹿子前（西海パールシーリゾート）・日野・相浦地域方面を結んでおり、朝夕の通勤時や西海パールシーリゾートでイベントがある時などは車の通行が多く渋滞が起こることがある。

## 概要
全区間
- 延長　約4,800m

SSKバイパス部
- 延長　約2,400m
- 道幅　17m（うち車道4車線13m）
- 建設時の総工費　約12億円 - このうち米軍接収地内700mは防衛道路事業として施工され全額国費（約1億6千万円）で建設された。

## 歴史
- 1965年（昭和40年）11月25日 - SSKバイパス部起工式。
- 1969年（昭和44年） - SSKバイパス部開通。
- 1980年（昭和55年）4月 - 新鹿子前トンネル（延長419m）開通、SSKバイパス部と接続し佐世保相浦循環線全通。
- 1981年（昭和56年）4月 - 鹿子前トンネルの改修竣工、新鹿子前トンネルを鹿子前方面への一方通行、鹿子前トンネルを平瀬町方面への一方通行とする。

## 周辺
- 米海軍佐世保基地
- 海上自衛隊佐世保基地
- 佐世保市立光海中学校
- 佐世保重工業

## 主な接続路線
- 長崎県道11号佐世保日野松浦線 - 終点で合流するまで日野峠経由で本道の山側に並行しており、本道はこの道路のバイパスとして位置づけられている。
- 長崎県道26号佐世保港線
- 市道平瀬町干尽町線